# Karl Bühler
Karl Ludwig Bühler (27. maj 1879 – 24. oktober 1963) var en tysk psykolog og lingvist. Inden for psykologi kendes han for sit arbejde med gestaltpsykologi, og som en af grundlæggerne af Würzburg-skolen i psykologi. I lingvistik og semiotik kendes han for sin Organon-kommunikationsmodel og hans analyse af deiksis som sprogfænomen. Han var vejleder for Karl Popper ved universitetet i Wien. Under 2. verdenskrig flygtede han til England og derefter til USA hvor han underviste indtil sin død.